# Plaza de Minin y Pozharski
La Plaza de Minin y Pozharski (en ruso: Площадь Минина и Пожарского, Plóshchad’ Mínina i Pozhárskogo (nombre corto es Plaza de Minin)) es la plaza principal de Nizhni Nóvgorod. Es un centro social y cultural de la ciudad, sede de las celebraciones más importantes. Está ubicado en el centro histórico de la ciudad vieja desde el lado sureste del Kremlin.
La plaza conecta las calles céntricas de la ciudad: Bolshaya Pokróvskaya, Varvarskaya, Uliánov, Minin, terraplén del Alto Volga y Zelenski descenso. Hay muchos monumentos arquitectónicos, la Universidad de Minin, Universidad de Lobachevski y la Universidad Médica; Monumentos a Minin, Chkálov; Complejo de Exposiciones, así como la primera fuente de la ciudad.
La plaza es la carretera. El movimiento en él se superpone sílo en días festivos y en el momento de otros eventos.

## La historia

### Tsardom ruso

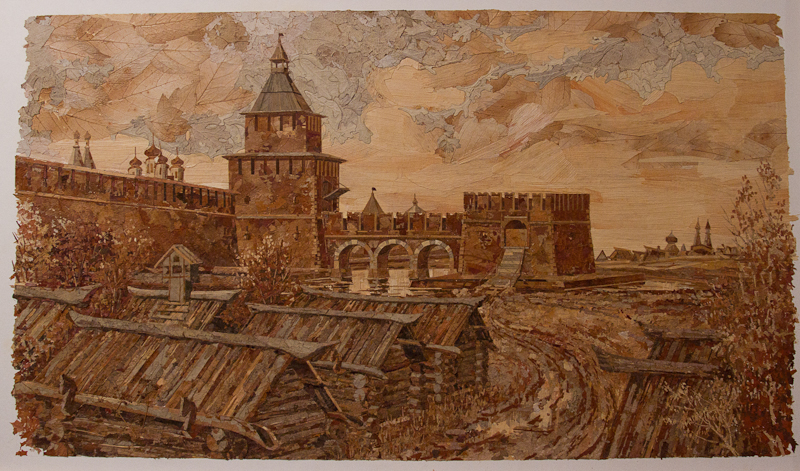
Kremlin de Nizhni Nóvgorod. Torre de San Demetrio con cabeza de puente. siglo 17. Aleksandr Iurkov

Antes de que la plaza comenzara a tomar forma, en su lugar se ubicaron casas de madera, fraguas y un profundo foso lleno de agua para evitar la penetración al Kremlin.
Inicialmente, la plaza se llamaba extraoficialmente el Verkhneposadskaya. Era el centro de la Alta Posad: aquí había rutas comerciales por tierra, había negociación, para asegurar las necesidades de la parte alta de la ciudad.
La torre de paso estaba conectada por un puente arqueado de piedra con una cabeza de puente: un arquero de desviación pentagonal rodeado por un foso. Por lo tanto, los ataques al Kremlin fueron repelidos durante las incursiones del Kanato de Kazán. Unos años después de la construcción de la torre, en 1378, frente a ella se construyó una iglesia de madera con el nombre de San Demetrio de Tesalónica, que, según una versión, dio el nombre a la torre. En 1641 la iglesia de San Alexei Metropolitano. En 1697, la iglesia de madera de Demetrio de Tesalónica fue reemplazada por una de piedra. Se construyó la Catedral de la Anunciación (en ruso: Благовещенский собор, Blagoveshchensky sobor) y la plaza se llamó  Blagoveshchenskaya (Anunciación).
Desde la plaza a través de la torre de San Demetrio, el descenso de Ivanovski aún pasa, conectando las antiguas ciudades superior e inferior. También había una oficina de aduanas en la plaza.
Debido al hecho de que había muchas fraguas en el sitio de la futura plaza, se acumulaban constantemente productos de oxidación de cobre de color verde, que simplemente se fusionaban con el foso río abajo y desembocaban en el río Pochaina. Es por esta razón que los restos actuales del foso se denominan descenso de Zelenski.

### Imperio ruso

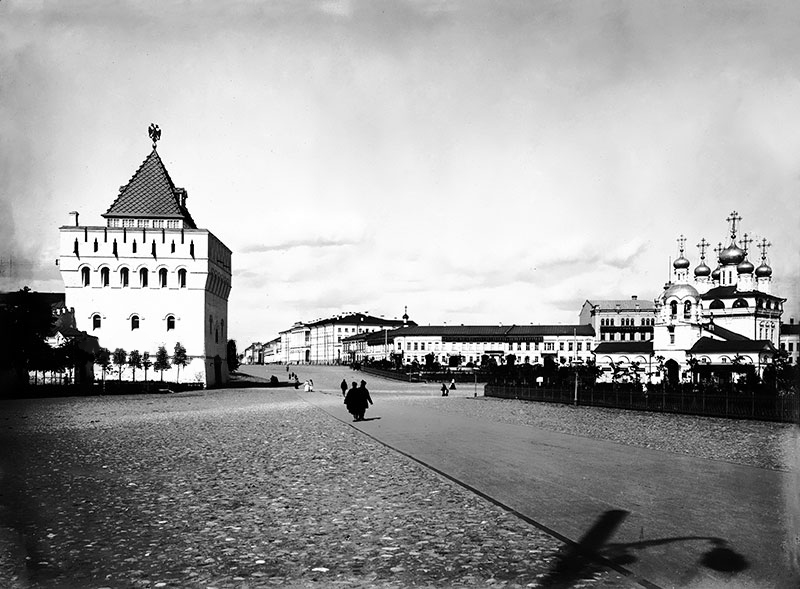
Plaza de la Anunciación y la Catedral de la Anunciación en 1890

El primer plan regular de la plaza fue redactado en 1770. Después del incendio de 1768, a petición de las autoridades del gobierno, se elaboró un plan regular de desarrollo de la ciudad en la Comisión de Construcción de San Petersburgo, pero la falta de planificadores urbanos locales experimentados dificultó la ejecución del plan. Según el plan, la plaza era trapezoidal. El plan fija las direcciones de las calles que salen y proporcionó para la construcción de la plaza y calles adyacentes solamente por las casas de piedra.
La transformación de la plaza comenzó en 1779, cuando Yákov Ananin fue nombrado arquitecto. En 1782, las antiguas cabezas de puente fueron desmanteladas, la zanja se llenó. En su lugar se construyeron hileras de puestos comerciales de madera. Durante la demarcación general de la ciudad en 1784-1787, nuevas calles fueron colocadas y los edificios de madera en el centro de la plaza fueron destruidos. En 1787 se construyó un complejo de edificios de la Oficina de Correos. La línea entre las calles Varvarskaya y Tíjonov (ahora Uliánov) estaba ocupada por la mansión con las dependencias del vicegobernador Piotr Yelagin. Las casas particulares a los lados de la plaza, que no correspondían al plan, se conservaron hasta principios del siglo XIX. Los edificios no fueron reparados, de modo que más tarde podrían ser demolidos.

### Período soviético

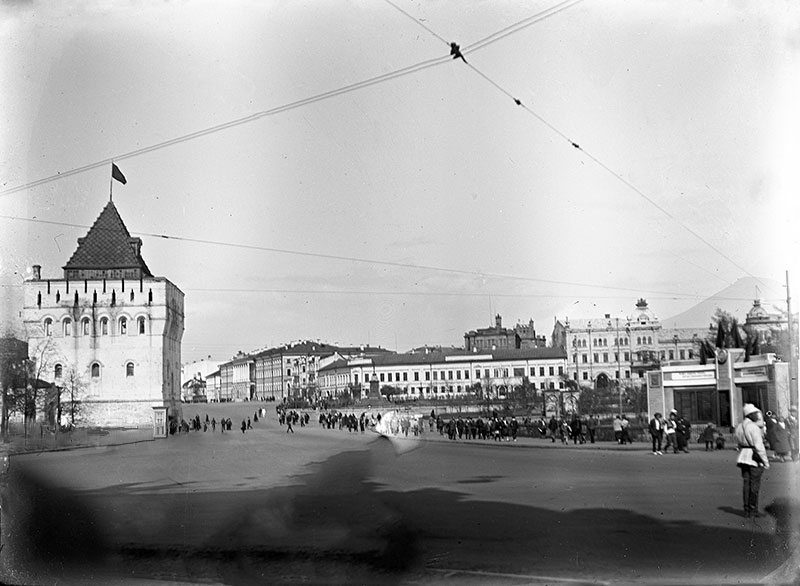
Plaza Soviética. Los años veinte

Después de la Revolución Rusa, la Plaza de la Anunciación fue rebautizada como Plaza Soviética. Todos los utensilios de la iglesia fueron saqueados en la Catedral de la Anunciación y la Iglesia de San Alejo el Metropolitan, y una variedad de tiendas comerciales se abrieron en los propios edificios. En los años 1930 del siglo XX, ambas iglesias fueron demolidas. También los bolcheviques demolieron un monumento a Alejandro II. Durante mucho tiempo, solo quedó un pedestal vacío, pero también se decidió destruirlo.
En 1935-1937, el Instituto de Leningrado "Giprogor" desarrolló un plan general para la ciudad socialista de Gorki (el nombre de Nizhni Nóvgorod en el período soviético), lo que implicó un cambio radical en la estructura de planificación existente. La plaza Soviética de aquella época estaba diseñada alrededor, su área aumentó significativamente debido a la demolición de algunas de las paredes y torres del Kremlin, que se percibió en esos años como "un monumento al feudalismo avaricioso ya la autocracia zarista, Páginas terribles del pasado sangriento".
La ejecución de estos proyectos fue impedido por el estallido de la Segunda Guerra Mundial en la Unión Soviética.
En 1943, en la reunión ordinaria del Comité Regional de Gorki, se decidió elevar la moral de los ciudadanos en la lucha contra el nazismo. Para este propósito, el primer monumento a Kuzmá Minin fue erigido en la plaza. Y empezó a llamarse la plaza de Minin y Pozharski. Los ciudadanos fueron inspirados por tal regalo. La gente del pueblo siempre respetó mucho a su antepasado y apreció sus hazañas.
En 1985, el antiguo monumento a Minin fue desmantelado y enviado a la restauración en Balajná, donde permaneció. Cuatro años más tarde, en 1989, un nuevo monumento fue erigido por el escultor soviético Oleg Komov.

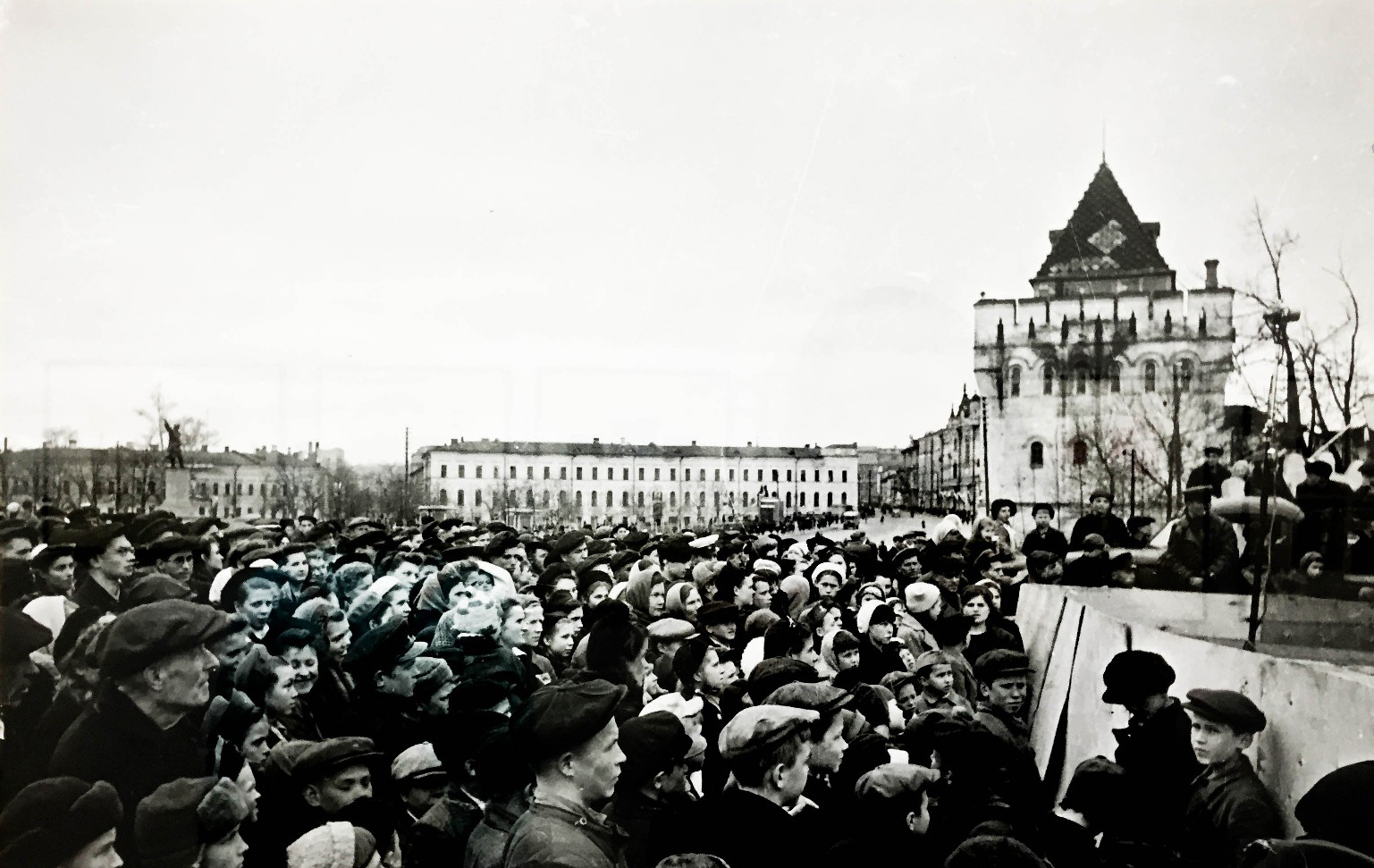
Los ciudadanos escuchan el anuncio de la capitulación alemana en la Segunda Guerra Mundial en la Plaza
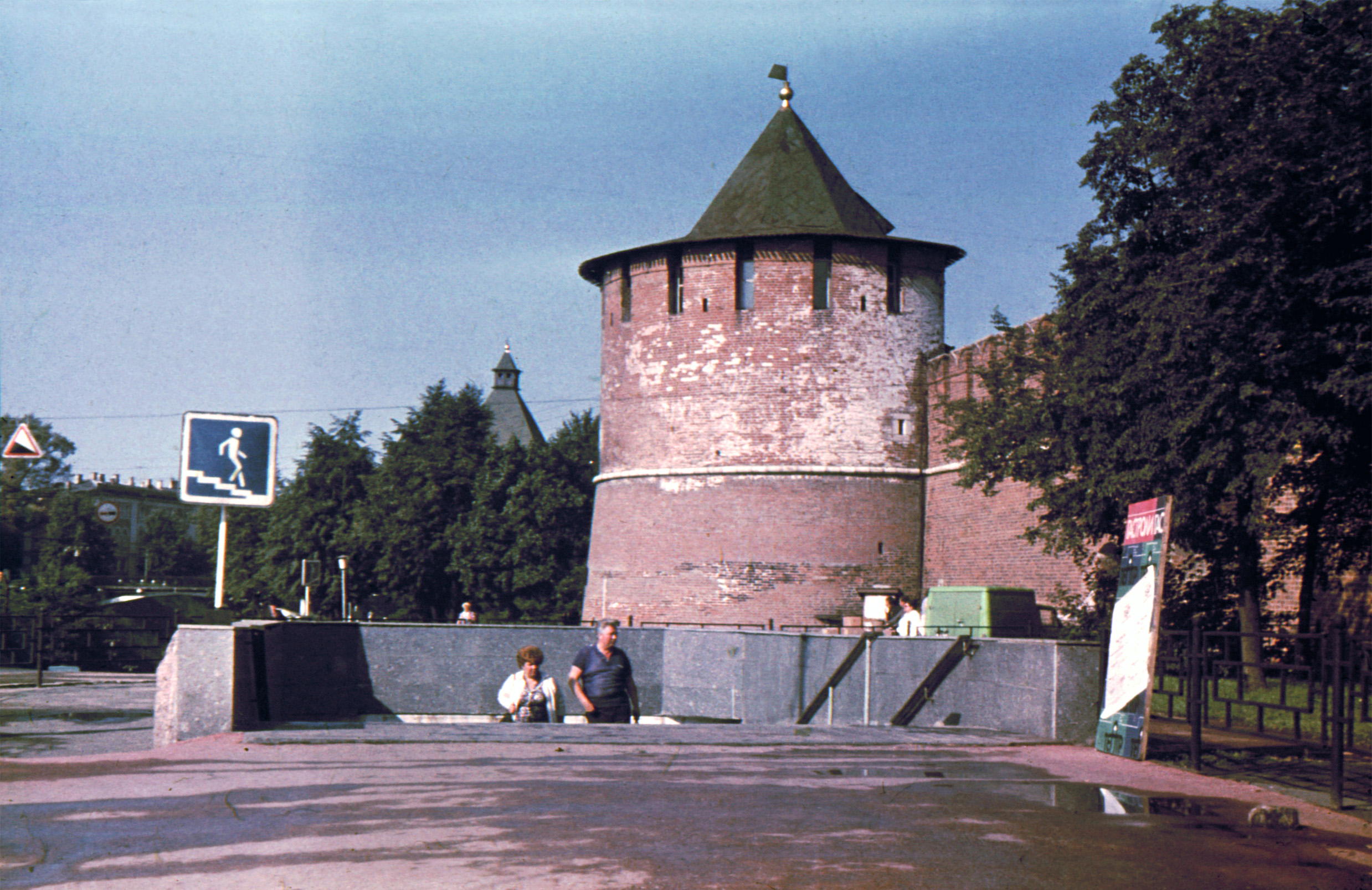
Torre de la despensa del Kremlin
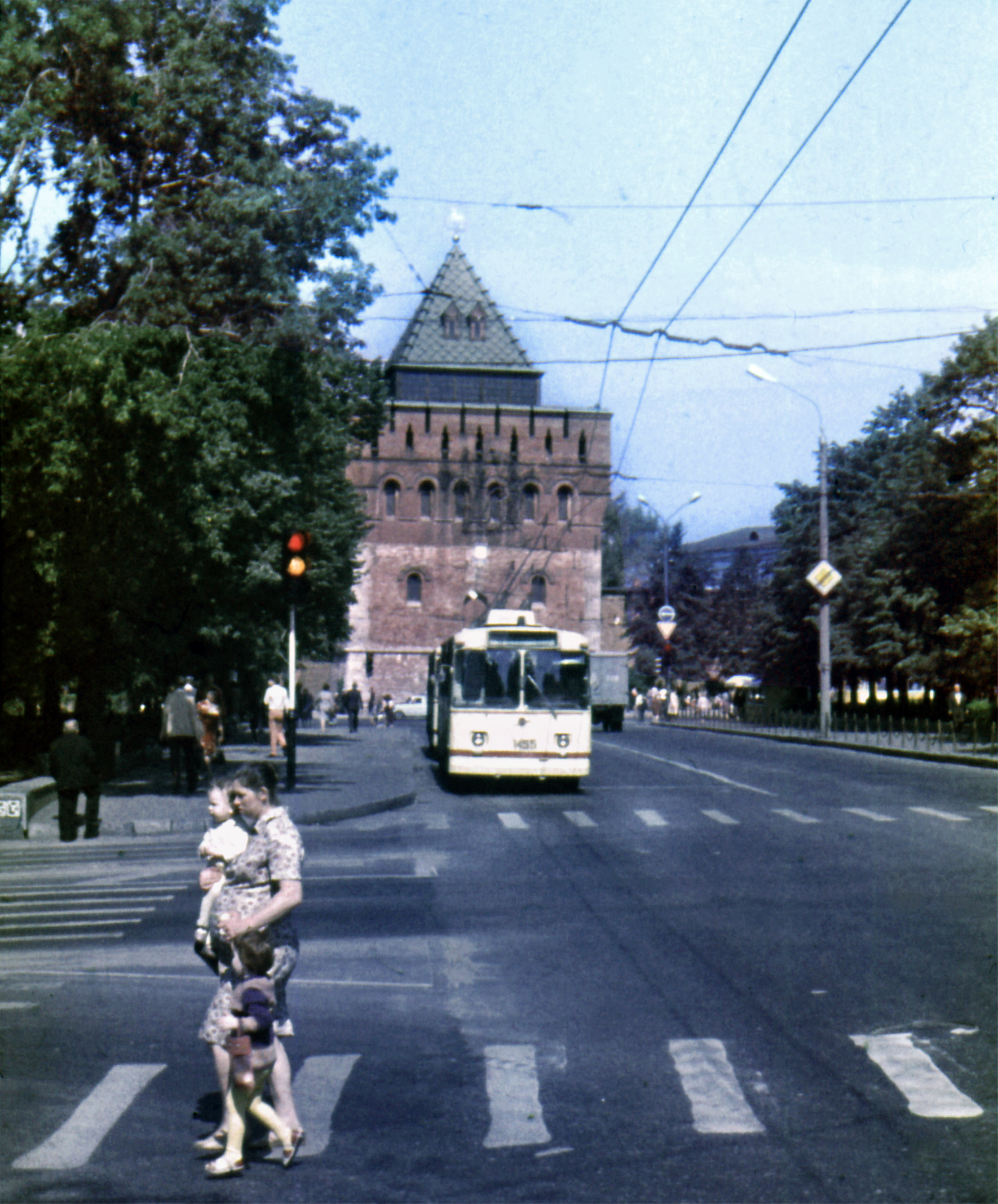
Torre de Demetrio del Kremlin

### Tiempo presente

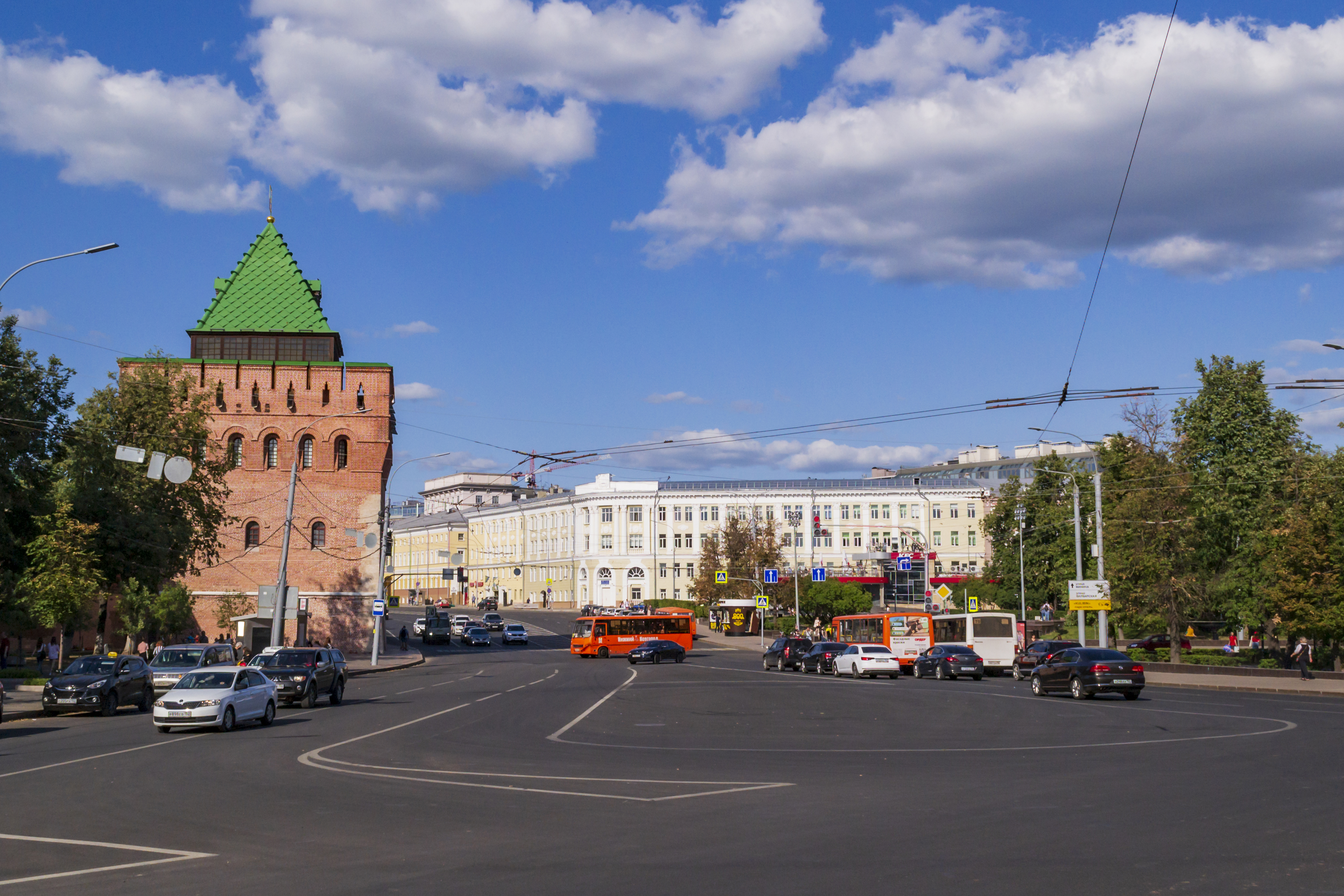
La plaza de Minin y Pozharski en 2021

Después de la disolución de la Unión Soviética, a principios de los años 1990, los puestos individuales y las tiendas comerciales comenzaron a instalarse en la plaza. Sin embargo, no duraron mucho tiempo. A principios de los años 2000, se lanzó una iniciativa en la ciudad para eliminar pequeños tiendas comerciales de venta en plazas y calles centrales.
A principios de 2009, la administración de la ciudad y la región consideran los proyectos para la reconstrucción de la plaza de Minin y Pozharski, propuestos por los inversores. 
Los proyectos previeron la construcción de un centro comercial y de ocio subterráneo. También se propuso restaurar la Catedral de la Anunciación y la Iglesia de San Alejo el Metropolitan. 
El cambio en la forma habitual de la plaza fue considerada como inaceptable. 
El consejo de urbanismo bajo el gobernador aprobó uno de los proyectos, a pesar de la necesidad de muchos años de trabajo preliminar de los arqueólogos, así como el peligro de deterioro de la situación del transporte debido a la aparición de un centro adicional de la atracción.

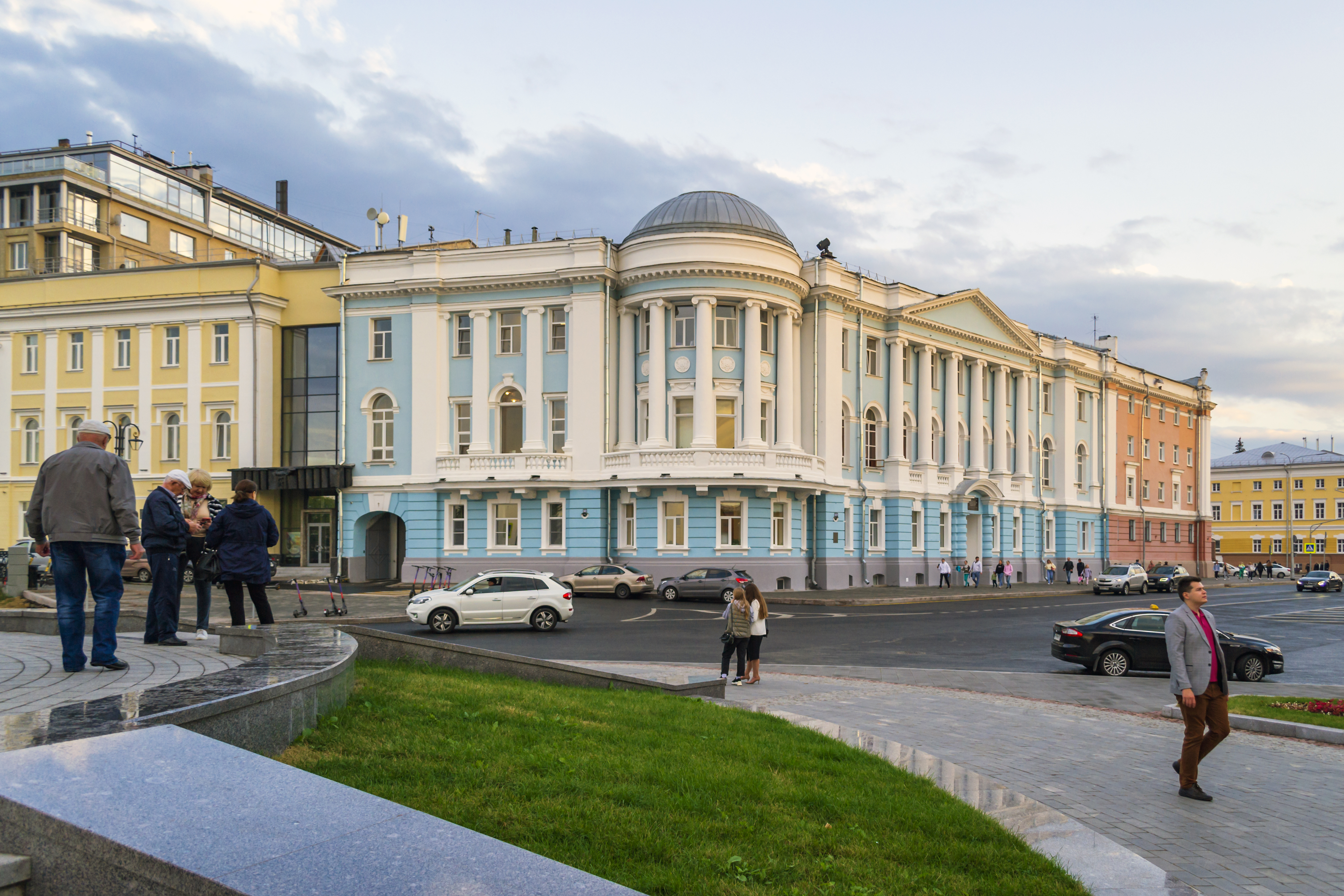
Universidad Médica
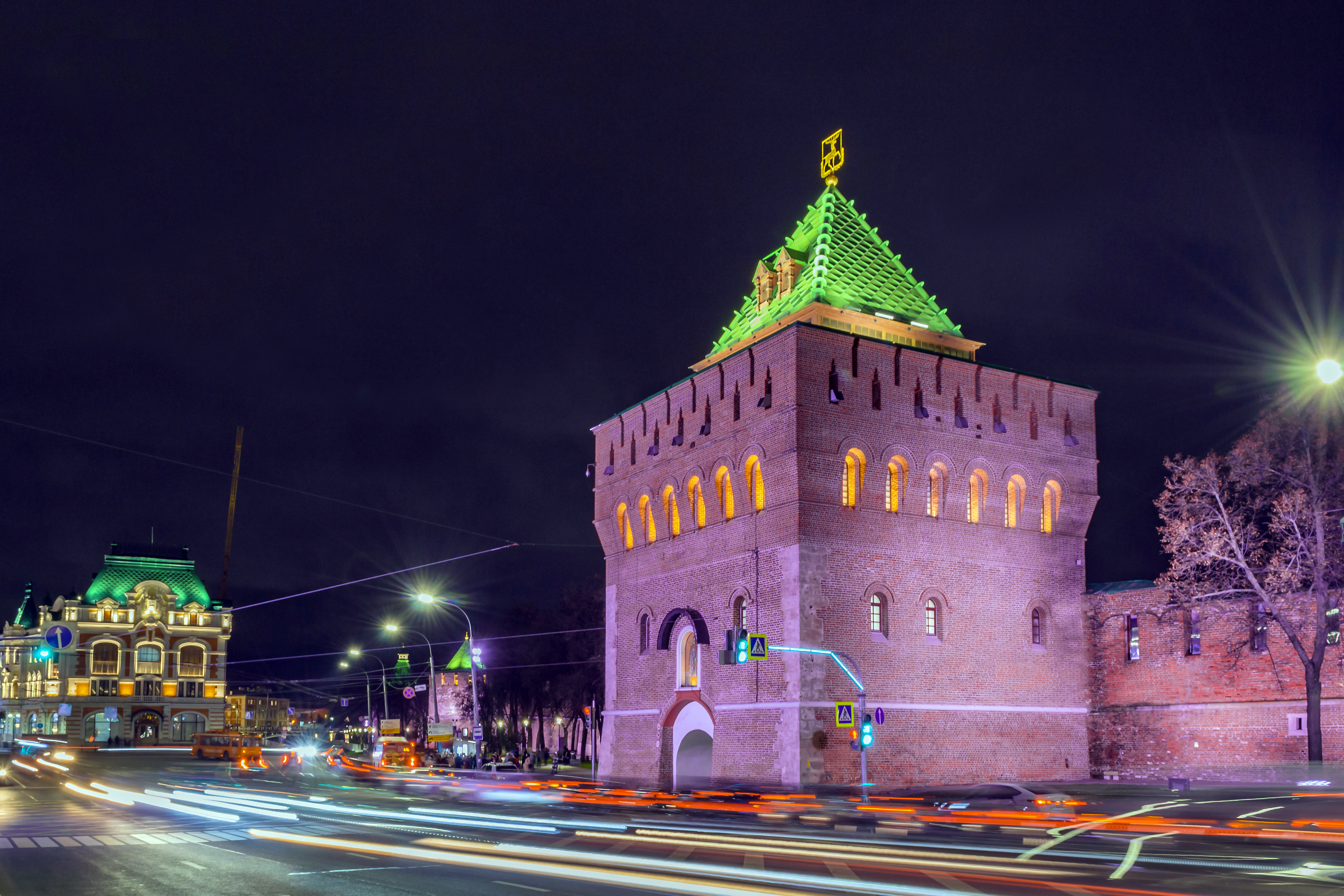
Torre de San Demetrio del Kremlin y ayuntamiento
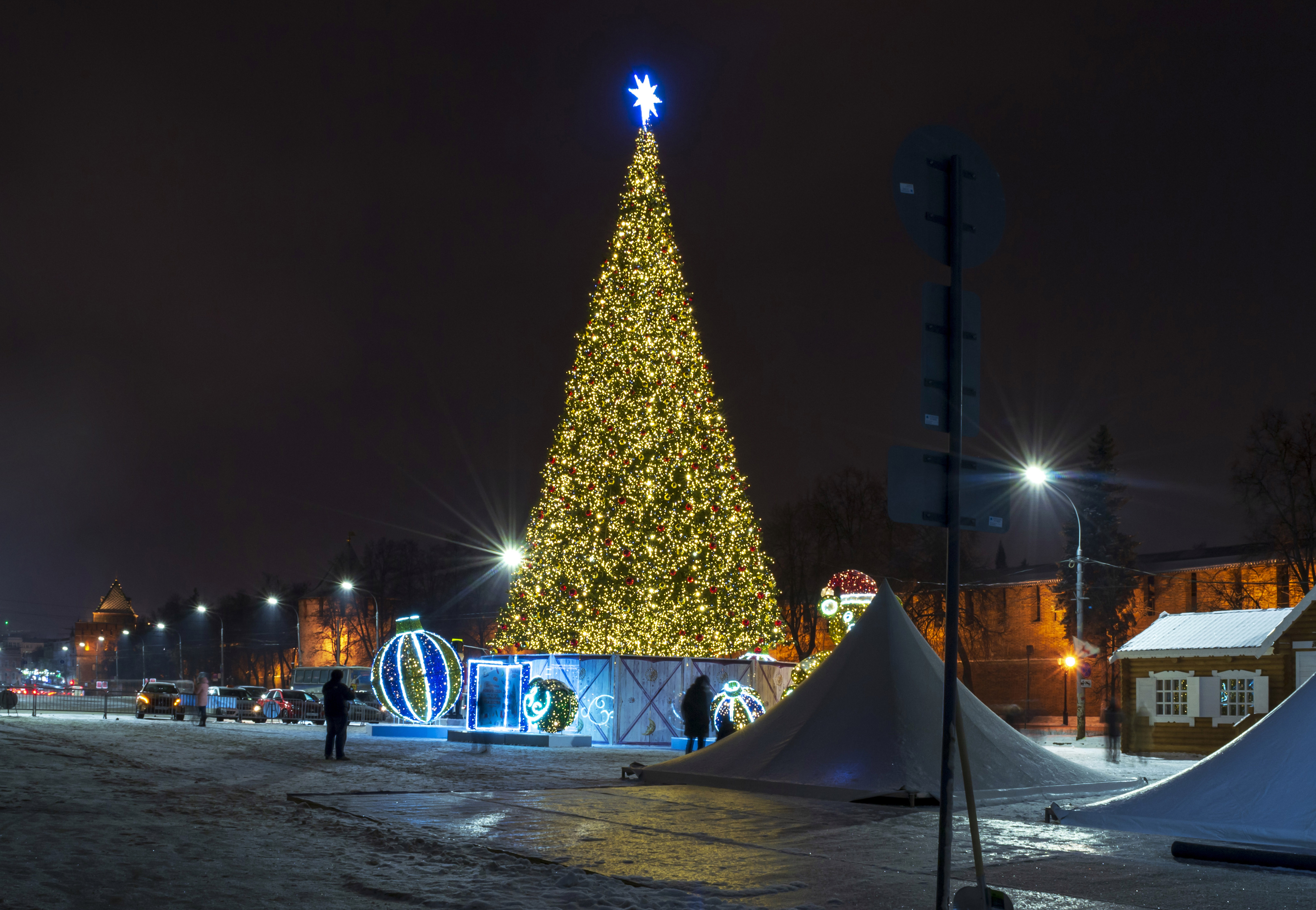
Árbol de Navidad en la plaza
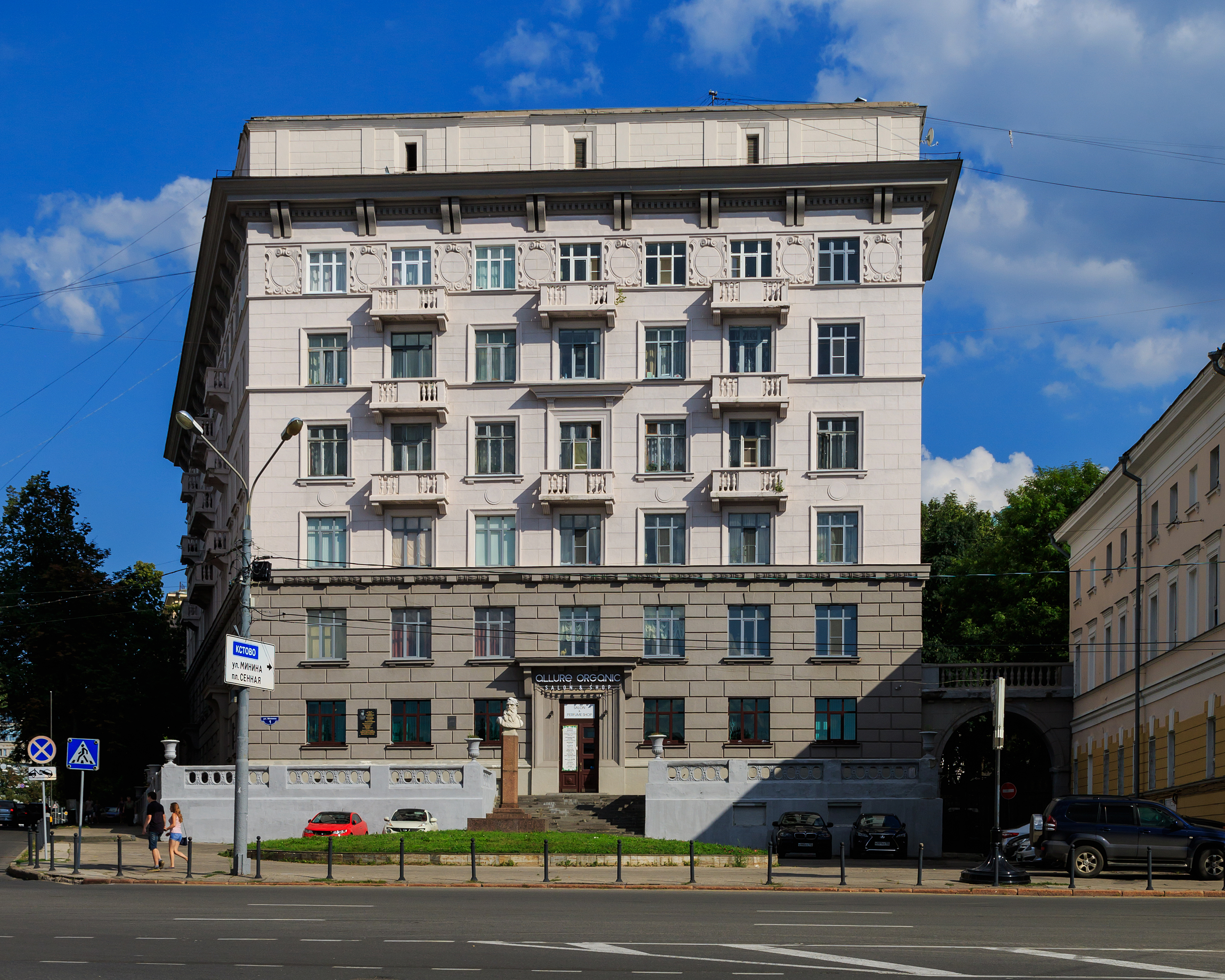
La "primera" casa

## La geografía
La plaza tiene la forma de un cucharón: una tira de 60 metros de ancho y una longitud de 550 metros a lo largo del Kremlin desde la Torre de San Jorge hasta la Torre de la Despensa, con una extensión - un radio de 120-150 metros alrededor de la Torre de Demetrio. Desde los extremos de la plaza van el Zelenski descenso (extremo sur-occidental) y el San Jorge descenso (extremo noreste). Desde el semicírculo de la plaza cinco calles radialmente salen: Pozharski, Bolshaya Pokróvskaya, Alekseevskaya, Varvarskaya y Uliánov. Desde el norte de la plaza ir a la calle Minin y el Alto Volga terraplén.

## Principales lugares de interés
Alrededor de la plaza se encuentran los siguientes edificios y estructuras (en sentido contrario a las agujas del reloj): el Kremlin, el Palacio del Trabajo, la Sala de Exposiciones, el complejo comercial "Alekseevski riad", el primer edificio de la Universidad de Minin, el edificio de la Universidad Estatal y El Colegio de Coros, el Gimnasio No. 1, el segundo edificio de la Universidad de Minin, los edificios esenciales de la calle Minin, el primer edificio de la Academia Médica.

### El monumento de Minin

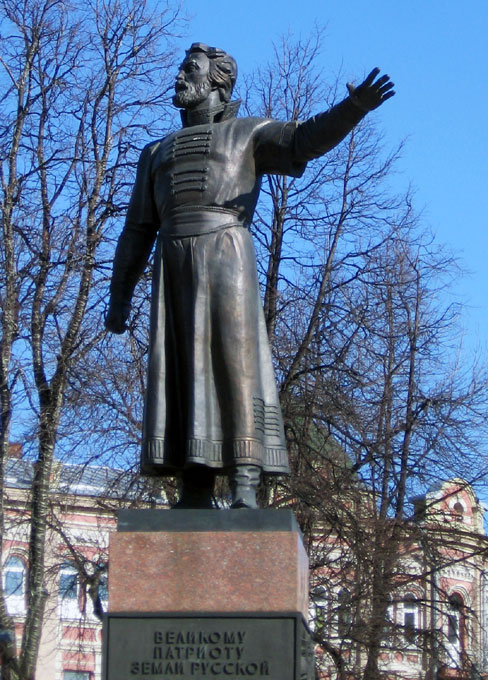
El monumento Minin actual

Situado en el centro de la plaza frente a la Torre de Demetrio.

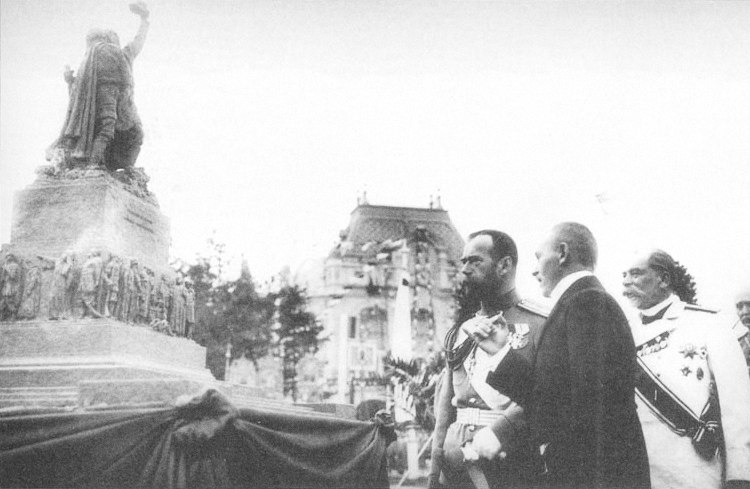
Nicolás II en la presentación de la colocación del monumento a Minin y Pozharski en la Plaza de la Anunciación.

La idea de erigir un monumento a Kuzmá Minin y al príncipe Dmitri Pozharski en la Plaza de la Anunciación estuvo cerca de realizarse a principios del siglo XX. En 1912, la competición fue ganada por un bosquejo del monumento del escultor Vladimir Simonov, que recibió el derecho de crear una escultura. 17 de mayo de 1913, en presencia del emperador Nicolás II, que visitó la ciudad en relación con la celebración del Tricentenario Romanov, la construcción de un monumento comenzó. Pero la Primera Guerra Mundial impidió la instalación del monumento, y en 1918 los bolcheviques decidieron destruir el monumento erigido. El pedestal del granito fue utilizado para otros propósitos, el sino de la escultura de bronce es desconocido.
Durante la Segunda Guerra Mundial, los líderes de la ciudad decidieron recordar la historia pre-soviética para elevar el espíritu patriótico del pueblo. En Gorki se anunció una competición de bocetos del monumento a Minin. Muchos escultores participaron en la competencia, pero el escultor Alexander Kolobov, que tenía su propio taller, comenzaron a trabajar en el monumento antes que el resto, mientras que el resto de los artistas todavía se hacen bocetos. Como resultado, el monumento a Minin se hizo dentro de unos meses. Fue inaugurado el 7 de noviembre de 1943 y la plaza fue renombrada en honor de Minin y Pozharski.
La escultura de Minin fue hecha de un material de corta duración - concreto. Fue pintado en un color de bronce. En el verano de 1985, un monumento que requirió la reparación o el reemplazo fue desmontado y enviado a Balajná, la patria del héroe. El 1 de junio de 1989, un nuevo monumento fue erigido por el escultor Oleg Komov. El viejo monumento, el mismo año, fue instalado en la plaza Soviética en Balajná.

### El monumento de Chkálov

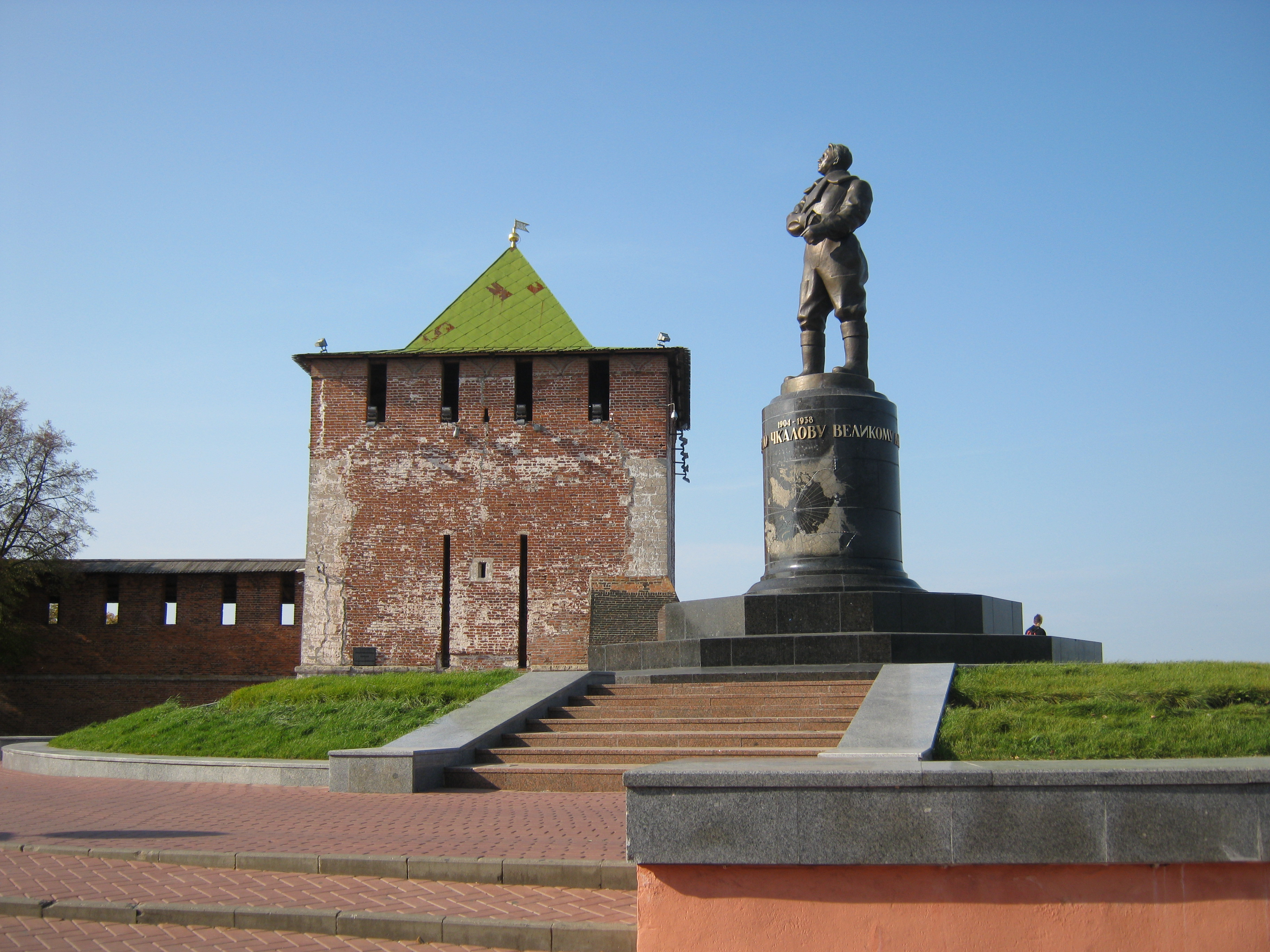
El Monumento de Chkálov y la Torre de San Jorge del Kremlin

Situado a la derecha de la Torre de San Jorge del Kremlin.
El monumento al piloto de prueba legendario fue abierto el 15 de diciembre de 1940, en el segundo aniversario de su muerte. El autor de la escultura era un amigo de Valeri Chkálov - Isaak Mendelevi. Fue galardonado con el Premio Stalin por esta obra. 
En la superficie del pedestal se dibujan los contornos del mapa del hemisferio norte que muestran las rutas del comando Chkálov-Baidukov-Belyakov al Lejano Oriente, a través del Polo Norte hacia América. El propio pedestal está revestido con labradorita.
En el pedestal, se pintan los años de la vida del piloto y la inscripción "Para Valeri Chkálov a la gran piloto de nuestro tiempo". Por debajo de estas palabras, sobre el mapa de vuelos, hay agujeros de los cierres - había una inscripción "al Halcón de Stalin", quitada durante la lucha contra el culto a Stalin.

### El Edificio del Ayuntamiento

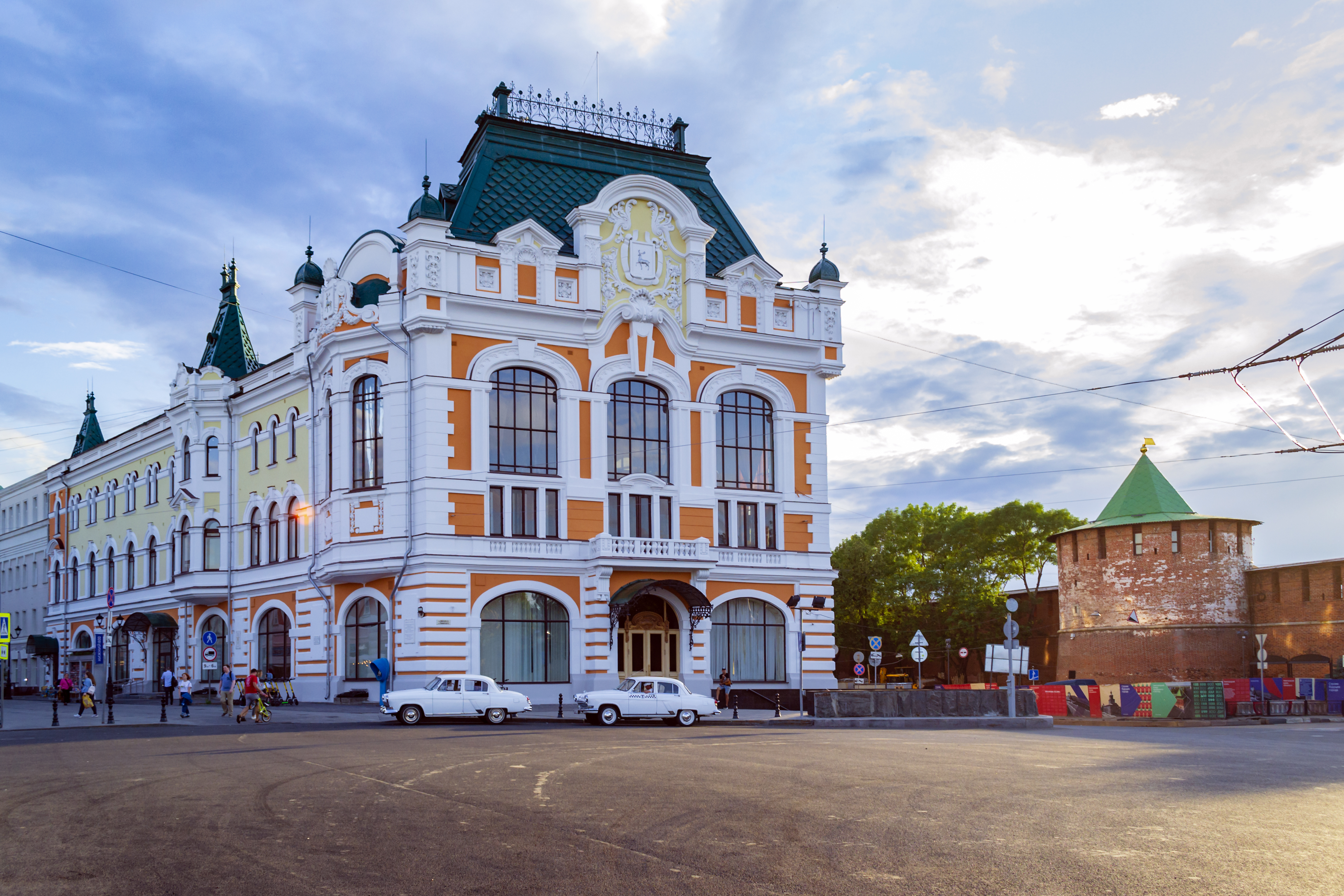
Antiguo edificio del ayuntamiento

Se encuentra en el comienzo de la calle Bolshaya Pokróvskaya. El Colegio de Abogados y el Tribunal Regional se encuentra en el edificio. Anteriormente estaba la casa del comerciante Bugrov. Luego fue reconstruida. Después de eso, el edificio albergaba la Duma de la ciudad hasta la Revolución Rusa.
Antes de la construcción de la casa de piedra de Bugrov estaba la casa de madera de los industriales de Kordyukov. En 1851, fue comprado por el fundador de la firma Bugrov como Piotr Bugrov. En 1852-1854 él construyó una casa de piedra de tres pisos en este sitio. El primer piso estaba ocupado por tiendas de comercio, el segundo piso Bugrov entregado al teatro de la ciudad, dejó sin locales después de un incendio en el edificio del Teatro Shakhovskoi. 
Hijo de Piotr Bugrov - Alejandro exigió el desalojo del teatro. En 1862, el edificio fue comprado por el líder provincial de la nobleza A. Turchaninov, pero después de su muerte en 1863 el edificio albergó de nuevo el teatro. En 1894, en la víspera de la Exposición de toda Rusia, la Duma de la ciudad estaba planeando reparar el edificio del teatro, que sufrió de varios fuegos. Pero el presidente de la Duma de la ciudad Nikolai Bugrov no quería ver el teatro en la casa construida por su abuelo. Se ofreció 200.000 rublos para construir un teatro en la calle Bolshaya Pokróvskaya. El nuevo teatro fue construido y el viejo edificio fue comprado por Nikolai Bugrov por 50.000 rublos y donado a la Duma de la ciudad como una muestra de gratitud a los comerciantes para el desarrollo de la ciudad para el desarrollo y la mejora de Nizhni Nóvgorod. La Duma de la ciudad quería dar el primer piso de las tiendas, y en el segundo piso para colocar la biblioteca de la ciudad, pero en 1898 se produjo un incendio durante la reparación, destruyendo completamente el edificio.
En 1899, el arquitecto Vladimir Tseidler había redactado un nuevo edificio. En 1902, el edificio fue construido en forma áspera y cubierto con el techo de hierro. En los años 1903-1904 el interior fue decorado. El interior sigue siendo el más valioso. En el interior de la sala de reuniones, se utilizaron los elementos de la decoración del pabellón real de la Exposición de Rusia de 1896. Las fachadas del edificio se estilizan como "Rus antiguo", hay elementos de Art Nouveau.
Nikolai Bugrov proporcionó más del 70% de todos los gastos para la construcción de la nueva mansión. Como muestra de gratitud, la casa fue llamada "el cuerpo de caridad de Nikolai Bugrov", y el 18 de abril de 1904 la Duma decidió marcar la casa con una placa conmemorativa, pero solo apareció en 1997, año del 160 aniversario de Nikolai Bugrov.
En 1904, la Duma de la ciudad se ubicó en las nuevas instalaciones. En la sala de reuniones de 1908 a 1972 había una famosa pintura de Konstantín Makovski llamada "Apelación de Minin".
Durante la Revolución de Febrero, esta casa fue ocupada por el Consejo Provisional de Diputados Obreros, desde finales de 1917 hasta septiembre de 1918 - el Gobierno de la Ciudad Soviética y luego el Soviet de Trabajadores y Diputados del Ejército Rojo de Nizhni Nóvgorod. Desde finales de 1919 hasta ahora la casa pertenece a los órganos sindicales, por lo que la casa fue nombrada "El Palacio del Trabajo".

### El Complejo de Exposiciones

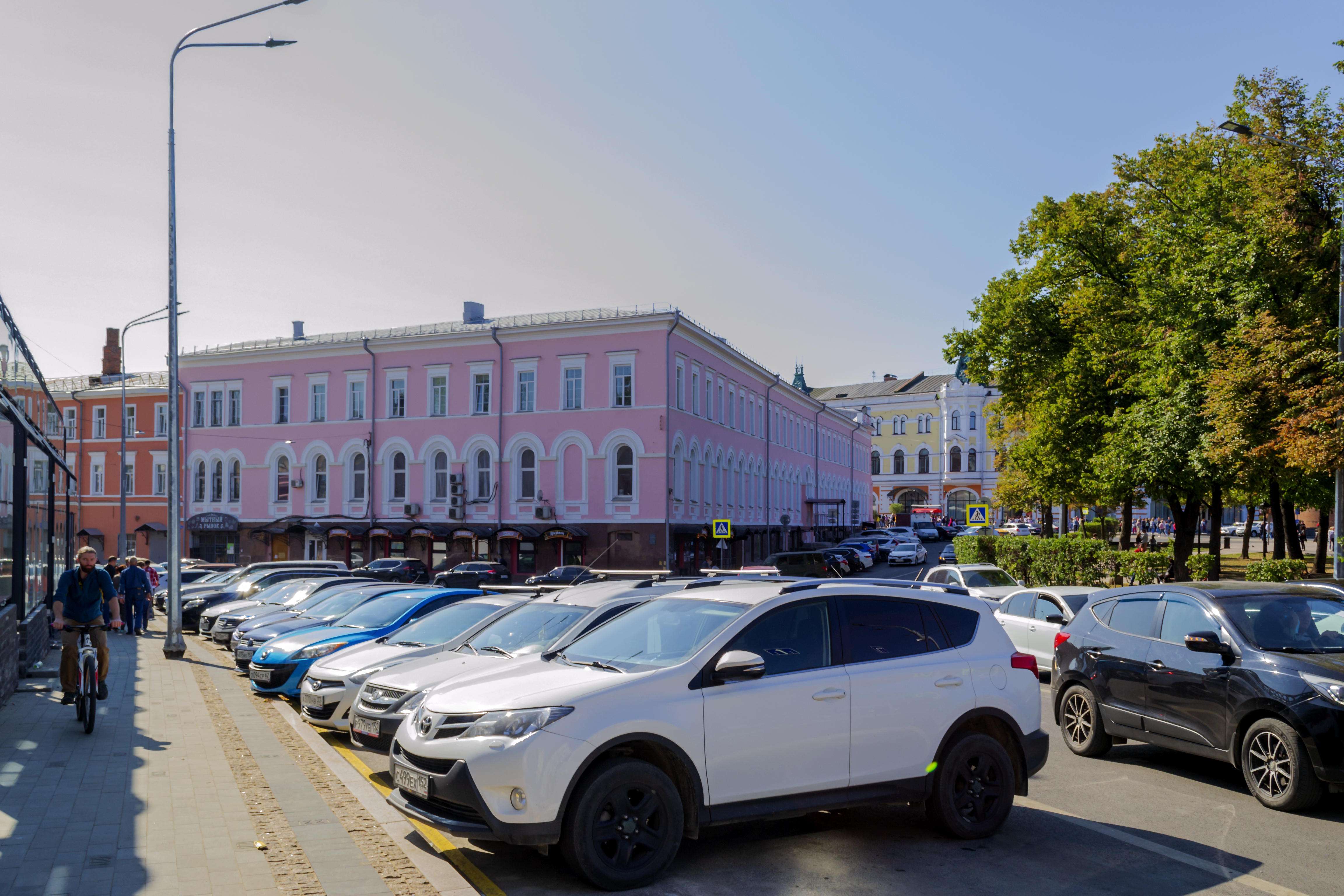
La Sala de Exposiciones del Estado

Se encuentra entre calles Bolshaya Pokróvskaya y Alekseevskaya.

En los días del imperio ruso, se construyeron nuevos edificios públicos en vez de puestos de madera demolidos situados a lo largo del muro del Kremlin. Las fachadas del edificio fueron diseñadas por Ivan Efimov. En 1836 el proyecto fue aprobado y el edificio fue construido en 1841. Entonces, durante tres años, el edificio estaba en reparación. En la década de 1850, el historiador local Nikolai Jramtsovski escribió:
"La casa pública se encuentra en la plaza y en la calle Alekseevskaya en tres pisos, y en la calle Pokrovskaya - en dos: el primero y segundo pisos están ocupados por tiendas, y en la parte superior hay salas de estar, en el segundo piso hay una galería con arcos, en los salones se colocan: la Cámara de la Corte Civil, la Comisión de Construcción, las cortes de Uyezd y Zemsky, y la Junta de Artesanos."
Después de la construcción del nuevo edificio de la Duma de la Ciudad (El Palacio del Trabajo) en 1904, la Biblioteca de la Ciudad se trasladó a la sede del Ayuntamiento. En 1904-1905 la entrada principal se diseñó en forma de un pórtico con un ático, dos pilastras y pequeños bustos de bronce de Tolstoi, Pushkin y Dostoievski en nichos redondos en la parte superior.
En 1974, en el primer piso estaba equipado con una sala de exposiciones.

### La fuente

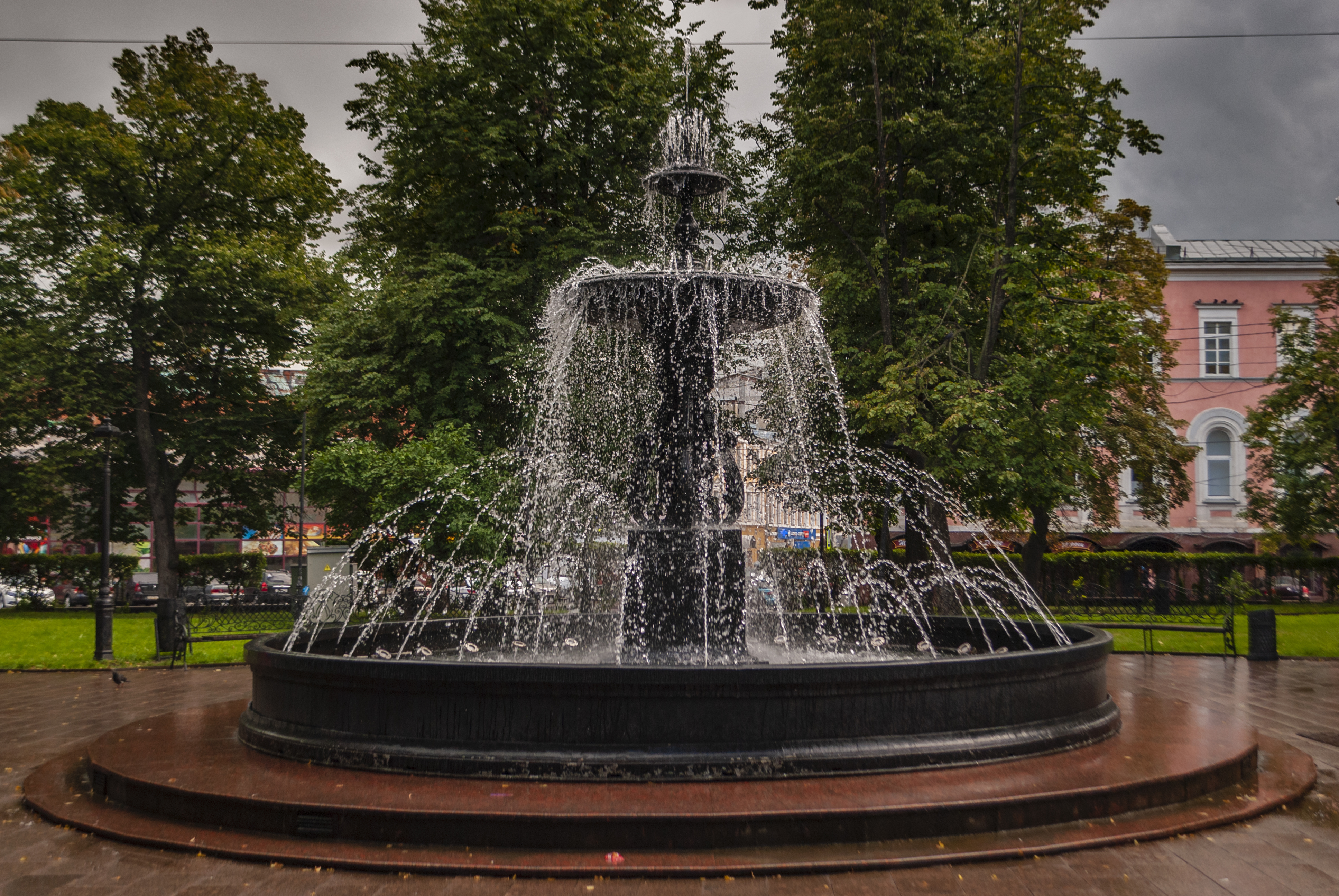
La primera fuente de la ciudad

La fuente en la plaza comenzó a funcionar el 1 de octubre de 1847.
La falta de agua siempre ha sido un problema de los ciudadanos de la Alta Posad. En invierno, tomaban agua de estanques y ríos. En el verano, los embalses se volvieron superficiales, sedimentados y contaminados con efluentes de pozos negros y basura.
Todos los intentos de organizar el abastecimiento de agua centralizado fracasaron, hasta que en 1844, el gobernador general, el príncipe Mijail Urusov, asumió esta tarea. El proyecto fue desarrollado por el ingeniero hidráulico Andrey Delvig. Un único para el equipo de Rusia fue fabricado en la fábrica de Viksa de Shepelevs. El 1 de julio de 1846 tuvo lugar la instalación de la red de abastecimiento de agua y la fuente.
El agua de 18 manantiales traída a la superficie fue recogida en tubos de madera en una piscina de ladrillos en el cruce de los descensos de Kazan y de St. George, donde había una estación de elevación de agua con dos máquinas de vapor. En cuatro tubos de hierro fundido, el agua subió al hospital Martynovskaya y fue a la primera cuenca de recogida de agua en la intersección de las calles Zhukovskaya (Minina) y Martynovskaya (Semashko). Además, la tubería de agua pasó a lo largo de la calle Zhukovskaya a la fuente en la Plaza de la Anunciación, que sirvió como el lugar principal de la abstracción de agua. El suministro de agua aseguró el suministro de 40.000 cubos de agua por día.
La fuente estaba situada al norte de la Catedral de la Anunciación. En 1930, después de la demolición de los templos, la fuente se trasladó a un lugar moderno. A juzgar por las fotos de finales del siglo XIX - principios del siglo XX, la fuente cambió su ubicación antes.
La fuente fue restaurada dos veces. En la década de 1990, se construyeron la parte subterránea y las estaciones de bombeo, cumpliendo con los requisitos modernos. En 2007, la fuente está equipada con una luz, trabajando desde las 8 p. m. a 1 a. m.

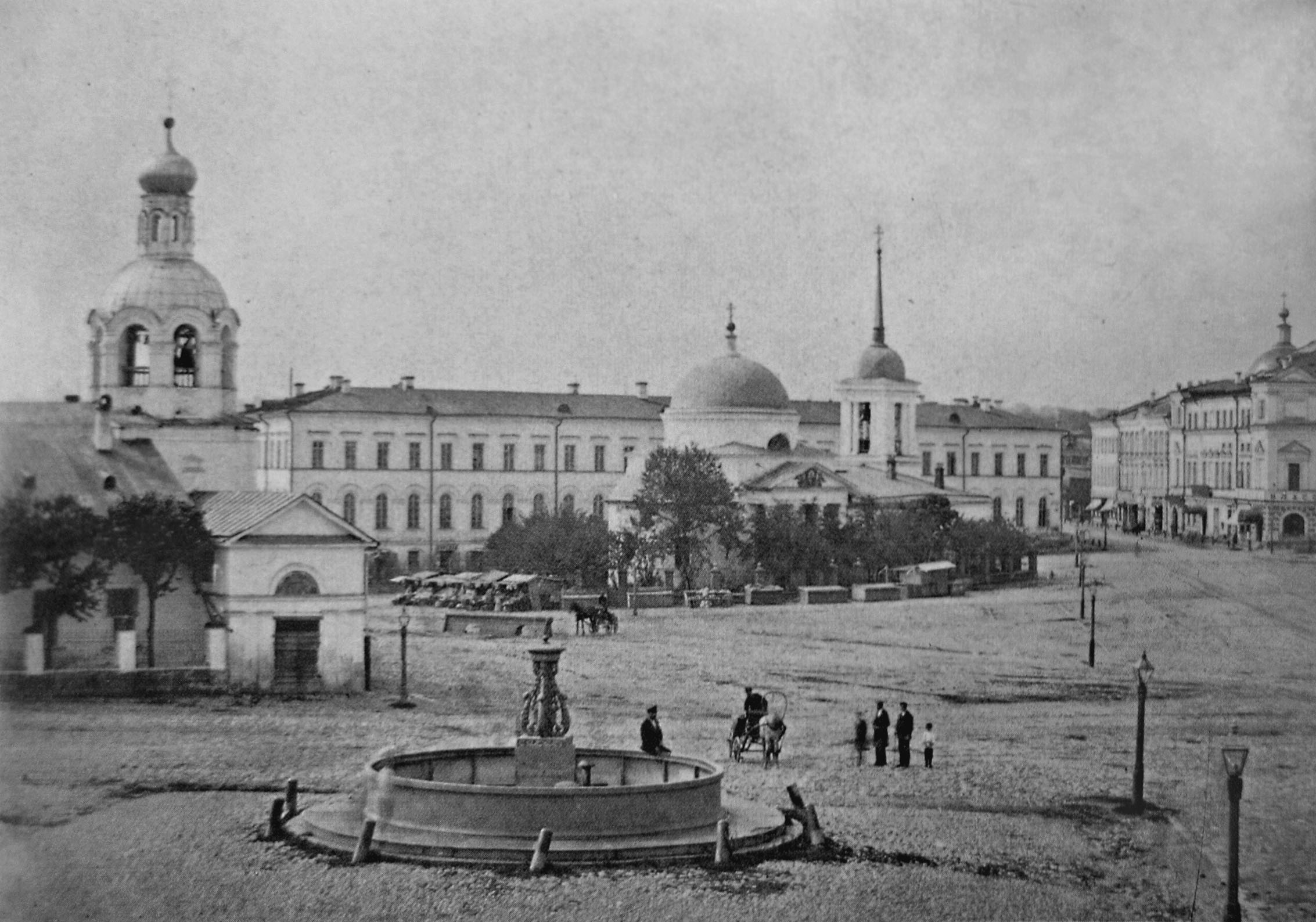
La primera fuente en la Plaza de la Anunciación
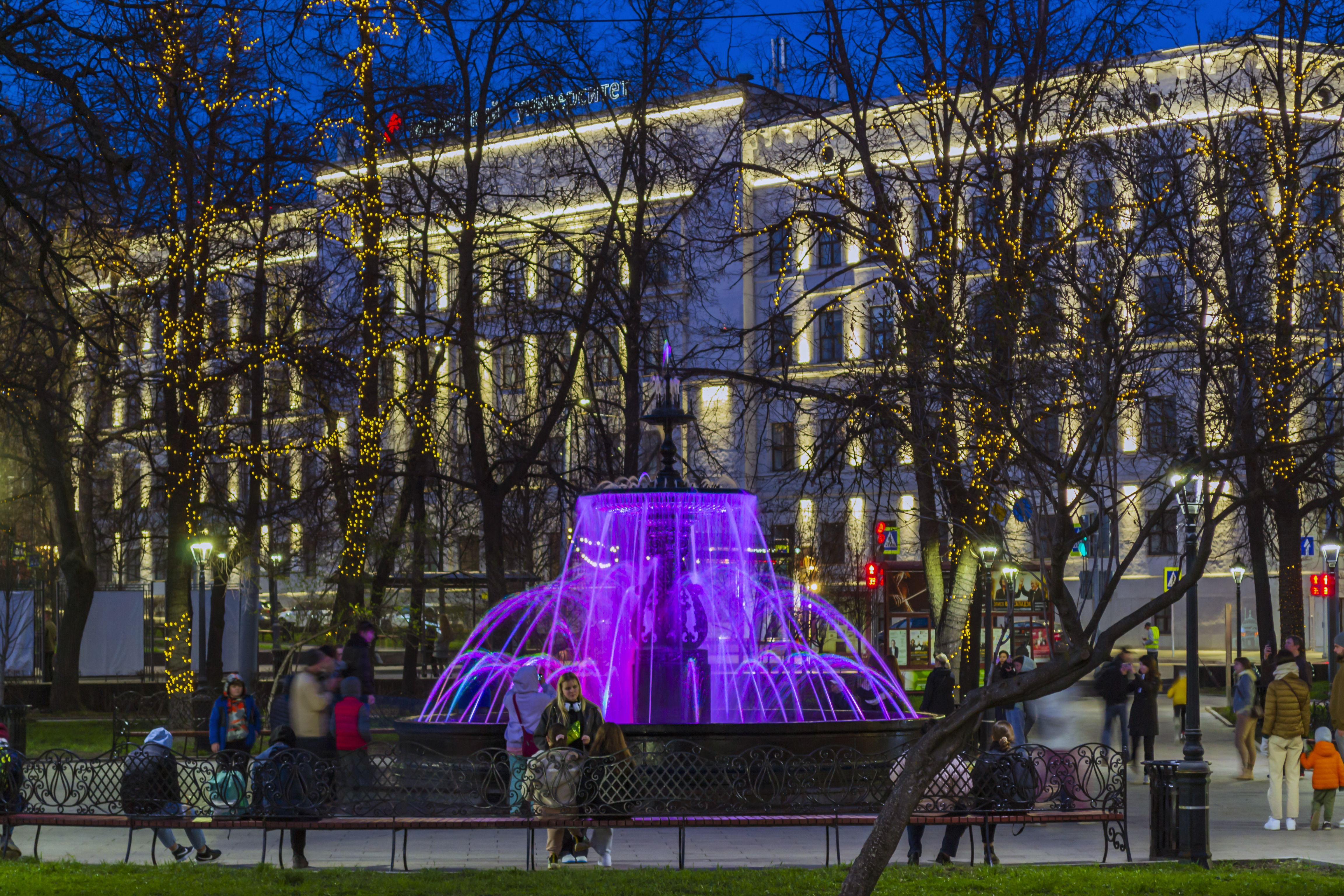
Fuente en la noche
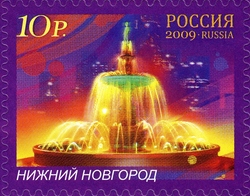
Fuente en el sello de Rusia 2009

### El Museo Pushkin
En memoria de la estancia de Pushkin en Nizhni Nóvgorod en el edificio del Gimnasio N º 1, el antiguo hotel donde se alojó el poeta, en 1999 se abrió un museo. La exposición del museo presenta documentos que narran la estancia del poeta en la ciudad, usted puede descubrir sus planes creativos y sobre Nizhni Nóvgorod de ese período.